# Colorado (rivier)
De Colorado (Spaans: Río Colorado, Engels: Colorado River) is een 2334 kilometer lange rivier in het zuidwesten van de Verenigde Staten en het noorden van Mexico. Ze ontspringt in de gelijknamige Amerikaanse staat en stroomt door Utah, Arizona, Nevada en Californië alvorens ze op de grens tussen Baja California en Sonora uitmondt in de Golf van Californië. Het stroomgebied van de Colorado is een 637.137 vierkante kilometer grote, droge landstreek met verschillende iconische landvormen gevormd door de Colorado, zoals de Glenwood Canyon, de Glen Canyon, de Marble Canyon, en de Grand Canyon. De rivier stroomt door de Mojavewoestijn en de Sonorawoestijn. De naam Colorado is van Spaanse oorsprong en betekent "roodachtig gekleurd".
Het water van de Colorado wordt op verschillende punten afgeleid via een systeem van dammen (waaronder de Hooverdam), stuwmeren en aquaducten. Het water wordt gebruikt voor irrigatie en als leidingwater voor de 40 miljoen inwoners van de streek. Door het grote debiet en de steil ingesneden rivierbedding van de bovenloop leent de Colorado zich goed voor waterkrachtcentrales. Door het intensieve gebruik, onder meer in Imperial Valley, is de benedenloop nagenoeg volledig opgedroogd. Sinds de jaren 1960 bereikt de Colorado nog zelden de zee.
In 1540 onderzocht de Spaanse ontdekkingsreiziger Melchor Díaz als een van de eerste Europeanen de rivier.

## Zijrivieren
- Dolores (links – Colorado, Utah)
- Gunnison (links – Colorado)
- Green (rechts – Wyoming, Colorado, Utah)
- San Juan (rechts – New Mexico, Utah)
- Little Colorado (links – Arizona)
- Gila (links – Arizona)
- Virgin (rechts – Utah, Arizona, Nevada)
- Kanab (rechts – Utah, Arizona)
- Paria (rechts – Utah, Arizona)

## Plaatsen aan de Colorado
Aan de Colorado liggen onder andere
- Glenwood Springs (Colorado)
- Grand Junction (Colorado)
- Moab (Utah)
- Page (Arizona)
- Boulder City (Nevada)
- Lake Havasu City (Arizona)
- Yuma (Arizona)
- San Luis Río Colorado (Sonora)

## Stuwmeren met stuwdammen
In januari 1922 had de federale minister van handel, Herbert Hoover, een ontmoeting met de gouverneurs van Arizona, Californië, Colorado, Nevada, New Mexico, Utah en Wyoming om tot overeenstemming te komen over de verdeling van de wateren van de Colorado over de staten voor eigen gebruik. Dit resulteerde in het Colorado River Compact, dat op 24 november 1922 getekend werd, waarin het rivierbassin gesplitst werd in een hoger gelegen deel en een lager gelegen deel en waarbij de staten in iedere regio onderling zouden uitmaken hoe het water verder verdeeld zou worden. Het akkoord maakte de weg vrij voor een reeks van waterwerken, die de waterloop moesten reguleren:
- Barker Reservoir (Barker Dam) (Colorado)
- Lake Powell (Glen Canyondam) (Utah/Arizona)
- Lake Mead (Hoover Dam) (Arizona/Nevada)
- Lake Mohave (Davis Dam) (Arizona/Nevada)
- Lake Havasu (Parker Dam) (Arizona/Californië)

De vele dammen en stuwmeren leidden rond 2000 tot het min of meer droogvallen van de rivierdelta, die in Mexico ligt. Planten en bomen stierven af, waardoor ook de vogelstand drastisch terugliep. In 2012 maakten de twee landen afspraken over het waterbeheer en vanaf 2017 werden tekenen van herstel in de delta zichtbaar. Anno 2024 is er weer een gezonde vegetatie en een levendige vogelstand.
- Biblioteca Nacional de España: XX457502
- Gemeinsame Normdatei: 4259063-2
- Library of Congress Control Number: sh85028687
- National Archives and Records Administration: 10046867
- Nationale Bibliotheek van Tsjechië: ge342293
- Nationale Bibliotheek van Israël: 987007284890205171
- Virtual International Authority File: 316430117